# Epifagus virginiana
Epifagus virginiana är en snyltrotsväxtart som först beskrevs av Carl von Linné, och fick sitt nu gällande namn av Bart.. Epifagus virginiana ingår i släktet Epifagus och familjen snyltrotsväxter. Inga underarter finns listade i Catalogue of Life.

## Bildgalleri

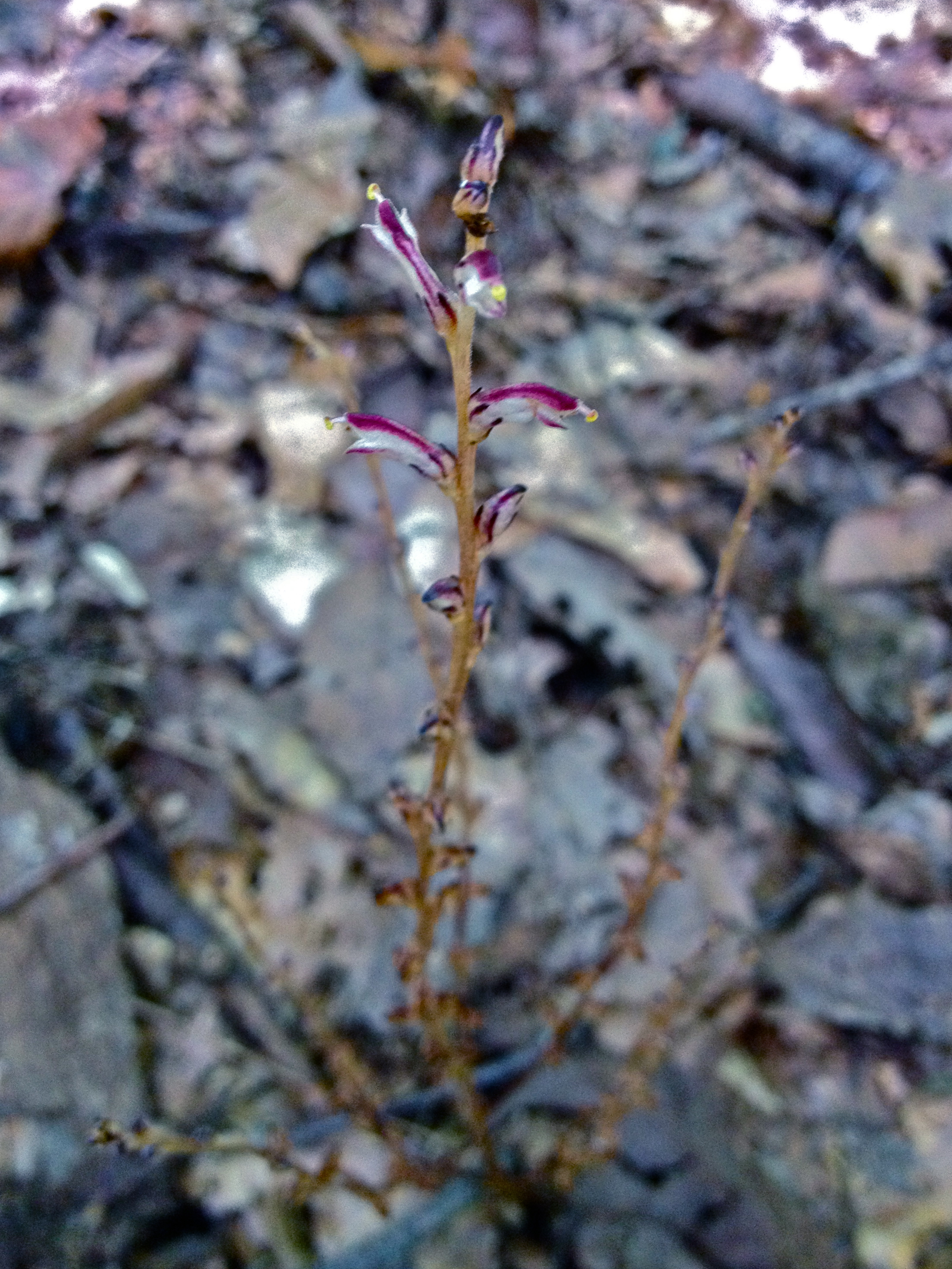
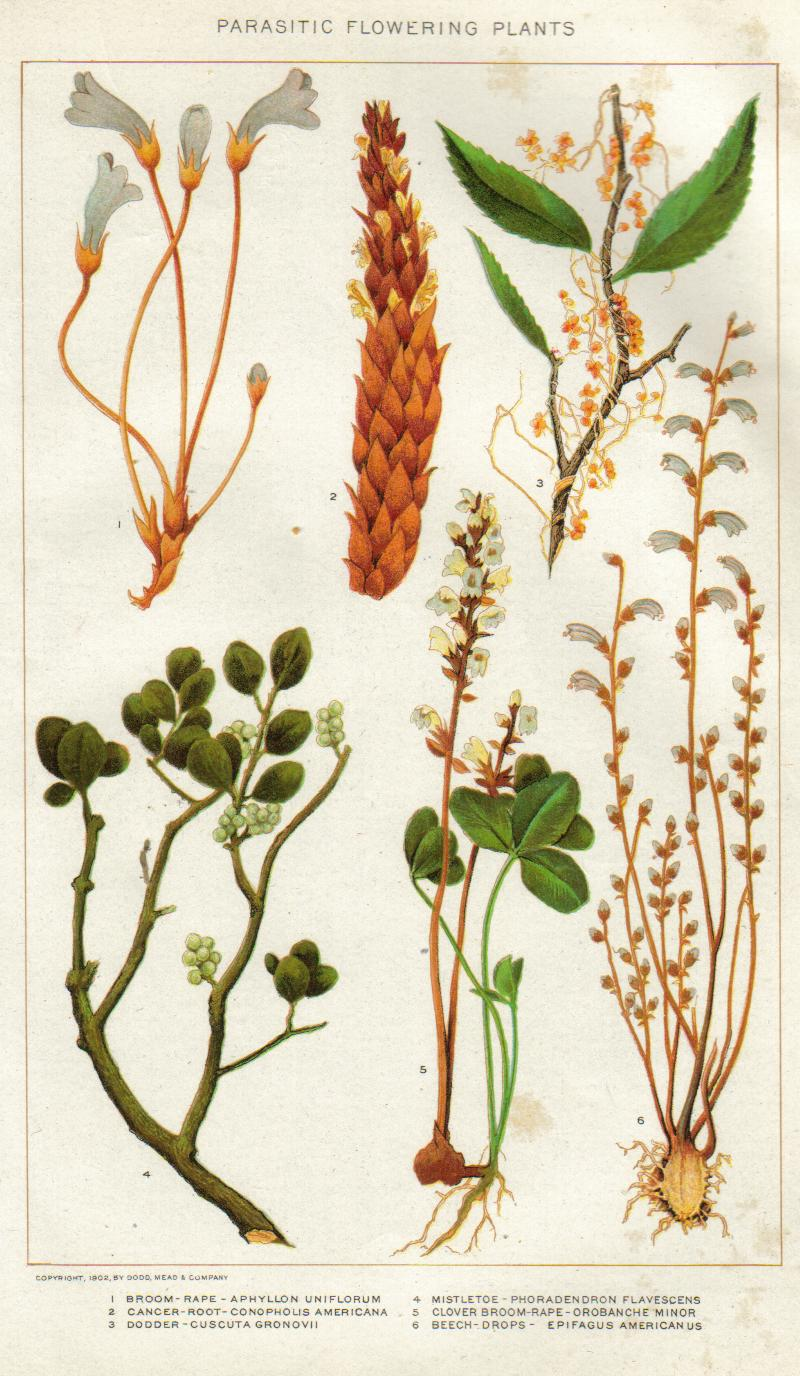